# Аул

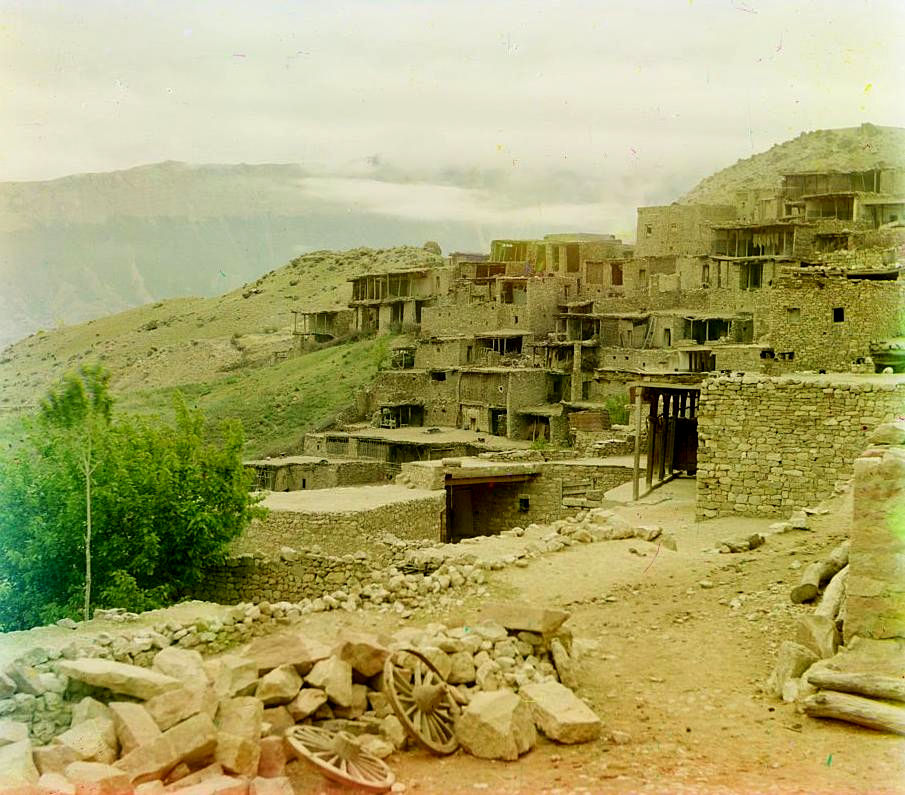
Гуниб — последний аул Шамиля в Дагестане.

Ау́л — традиционное поселение сельского типа, стойбище, община у тюркских народов Центральной Азии, Поволжья и Кавказа.

## Происхождение и значение слова
Слово аул имеет тюркское происхождение. Оно происходит от тюрк. ауыл (алт. аил, баш. и каз. ауыл, ингуш. эйла, каракалп. awıl / аўыл, кирг. айыл, карач.-балк. ауул, монг. аул, крымскотат. aul / аул, кум. авул, ног. и тат. авыл, туркм. aul, уйг. ئائۇل / аул‎, узб. ovul / овул, хак. и тув. аал, якут. ыал, чув. ял, чечен. ойла — «поселение, стойбище, община»).
Изначально аулом назывался подвижной кочевой стан, состоящий из мобильных юрт. Поскольку в каждый отдельный кочевой стан входили, как правило, представители одного рода, то слово аул также означает «кочевая расширенная семья, состоящая из нескольких поколений и включающая, помимо родителей и детей также ближайших родственников».

## История и аул у разных народов

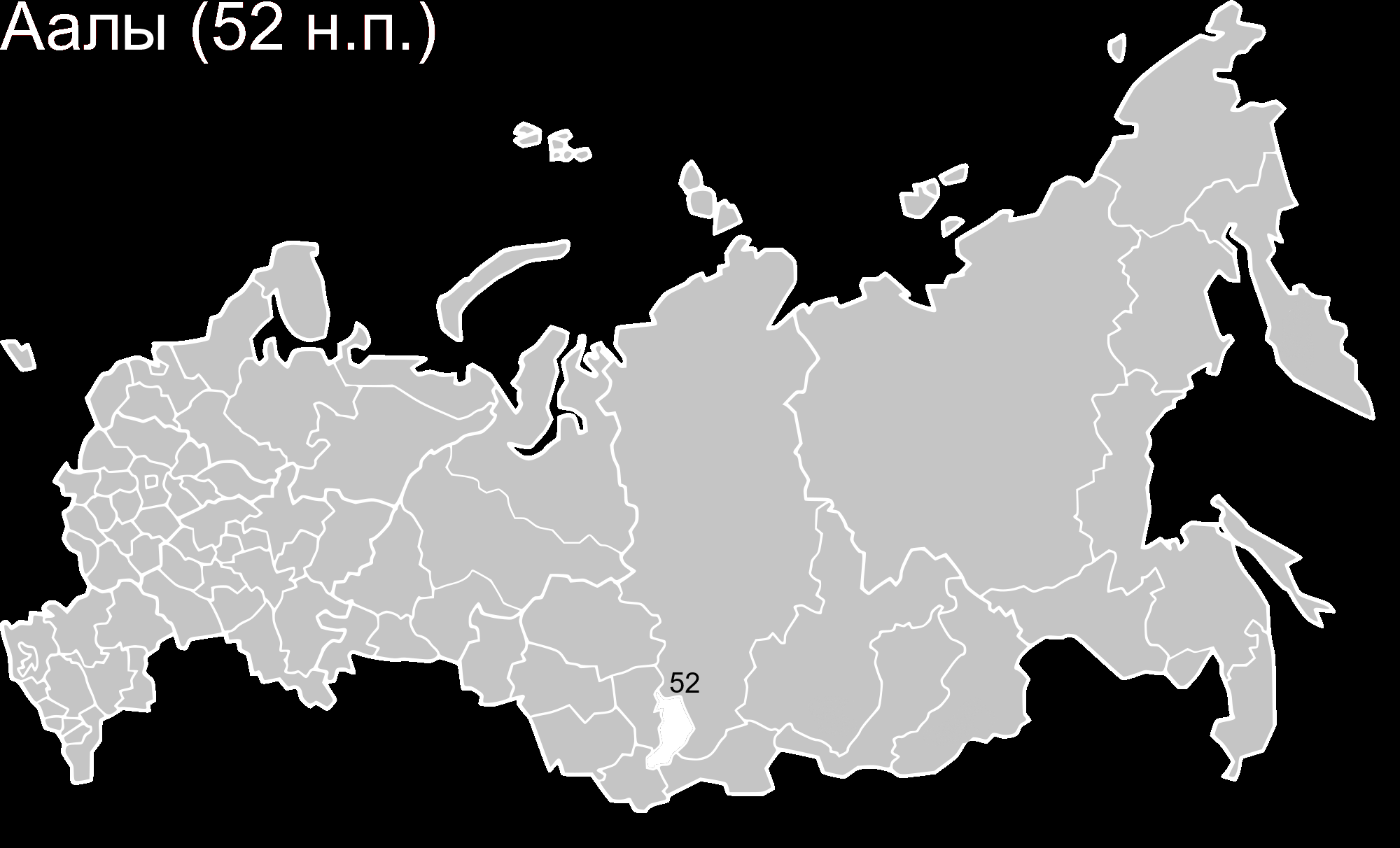
Количество аалов в России по субъектам РФ

Аул мог состоять из любого количества юрт. В каждой юрте проживала одна семья (отец+мать+дети). Маленькие аулы состояли из 2 — 3 юрт самых близких родственников, богатые аулы могли состоять из сотен юрт.

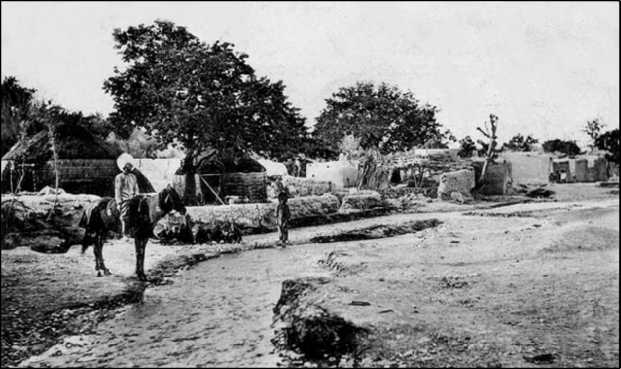
Аул около Ашхабада

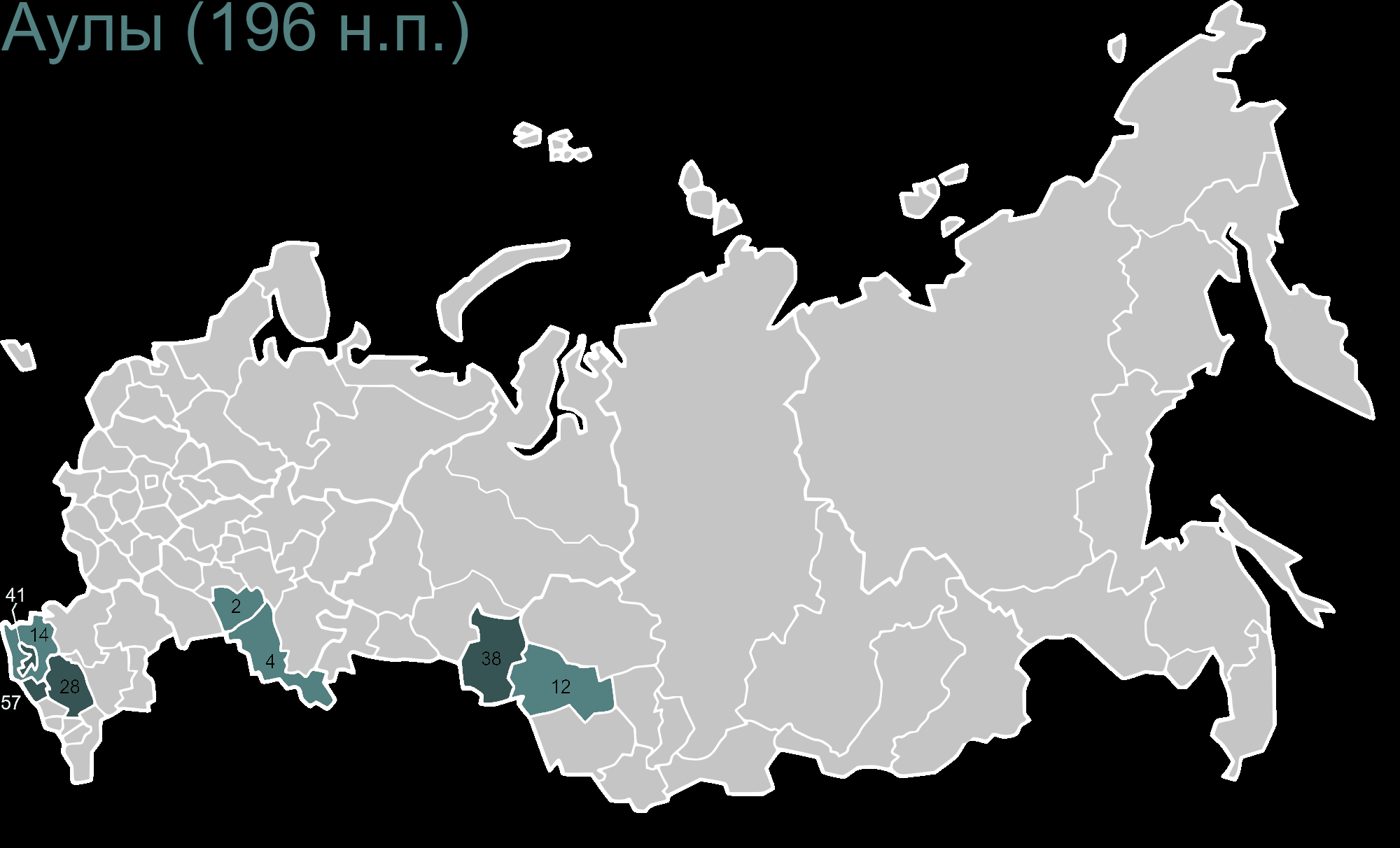
Количество аулов в России по субъектам РФ

Аулы кочевников не являлись постоянной единицей, меняя своё местоположение, количество и состав. Они были настолько же подвижны и переменчивы, насколько и сам кочевой образ жизни. Количество юрт в ауле диктовалось внешними условиями. Оно зависело от политической обстановки, экономического состояния, ландшафта, урожая трав для скота, климата, времени года, наличия воды и пр. факторов.
Начиная со времён Великого переселения народов, неоднократно происходило смешение народностей. Происходила, с одной стороны, «кочевнизация» и «тюркизация» народов Кавказа и Восточной Европы, а с другой — сами кочевники быстро поглощались оседлой культурой и смешивались с местным населением. В результате этого процесса слово аул распространилось на постоянные поселения Кавказа, где влияние тюрков было особенно сильным.
В горах Кавказа, особенно в Дагестане, аул — укреплённое поселение. Дома в аулах строятся обычно из камня на горном склоне или у отвесной стены для защиты поселения от неожиданного нападения. Дома, как правило, одно-двухэтажные, расположены уступами, чтобы противник не смог добраться до них по дороге. Обычно дома обращены фасадом на юг, чтобы в зимнее время извлекать пользу от солнечного света и иметь защиту от холодных северных ветров. Аулы находились в большей мере около пастбищ и источников воды, но иногда бывало и обратное. В XIX веке, когда Россия вела войны на Кавказе, аулы были весьма труднопреодолимыми оборонительными пунктами и могли быть захвачены, в большинстве случаев, лишь с помощью штурма.
На Северном Кавказе славянское население традиционно называет аулами все населённые пункты сельского типа с нехристианским населением.
У народов Казахстана и Средней Азии, а также Башкирии первоначально этот термин означал подвижное поселение, которое циклично перемещается с мест зимнего выпаса скота (кыстау) на летнюю кочевку (жайляу). Становление аула, как постоянного поселения связано с переходом народов (казахов, киргизов, башкир, туркменов) к оседлому образу жизни в XIX веке и начале XX века. Аул у этих народов представляет собой деревню или село с квартальной или хаотической застройкой домами из сырцового или обожжённого кирпича (реже из дерева), с загонами для скота, хлевами, амбарами, колодцами, иногда с огородами и садами. Чаще всего аулы располагаются вблизи рек или озёр, родников, либо в местах с высоким уровнем залегания грунтовых вод. Фактически аул среднеазиатского типа имеет большое сходство с деревней (или селом) славянских и финно-угорских народов. 

В современной России ряд населённых пунктов с ногайским и туркменским (в Ставропольском крае) и казахским (в Омской и Новосибирской областях) населением официально именуются аулами. В Башкортостане и Татарстане слово ауыл и авыл соответственно официально применяется ко всем сельским населённым пунктам в документации на национальном языке, тогда как русскоязычное именование обыкновенно (деревня, село). 

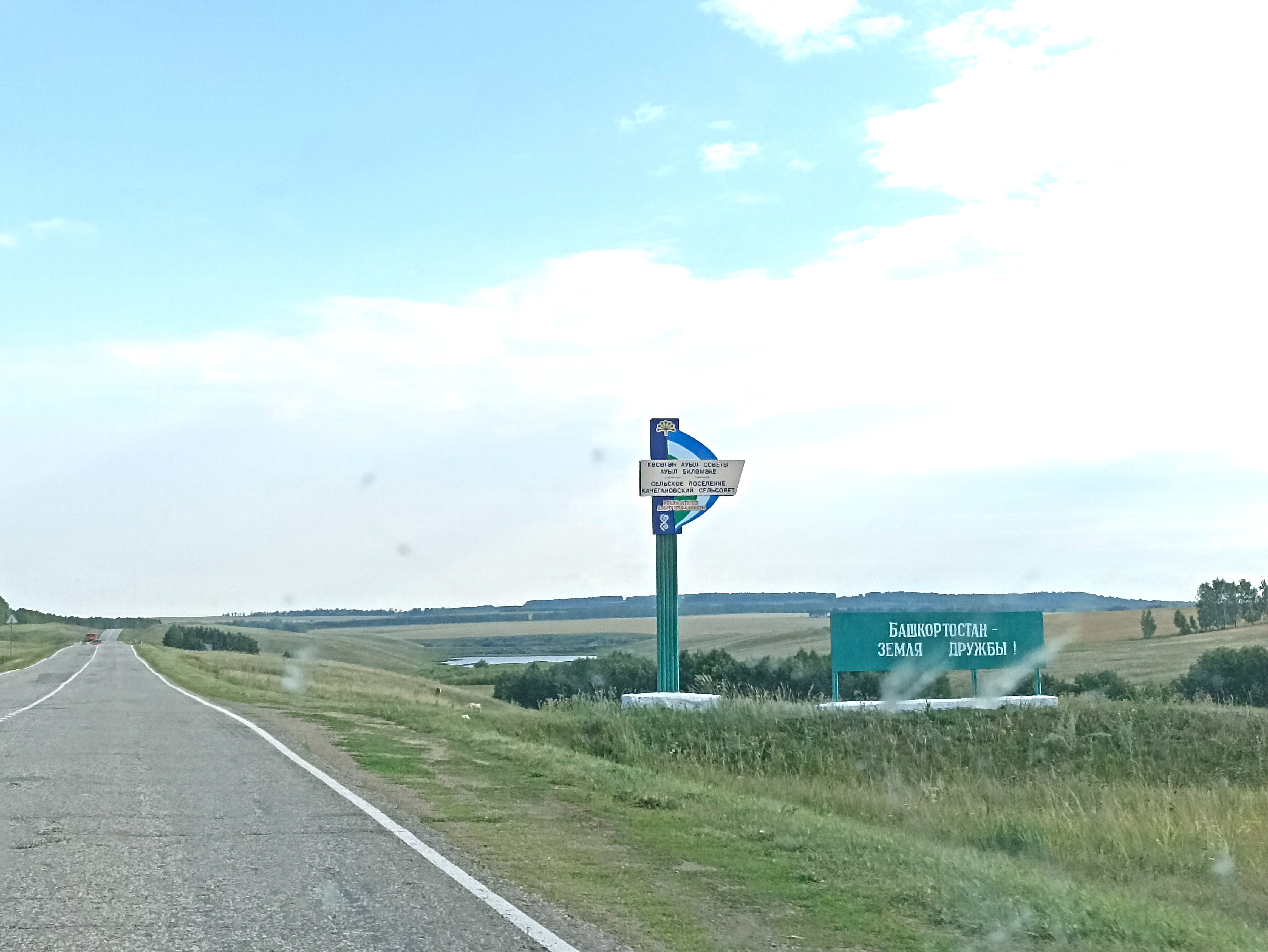
Стела Качегановского сельсовета (баш. Көсөгән ауыл советы)
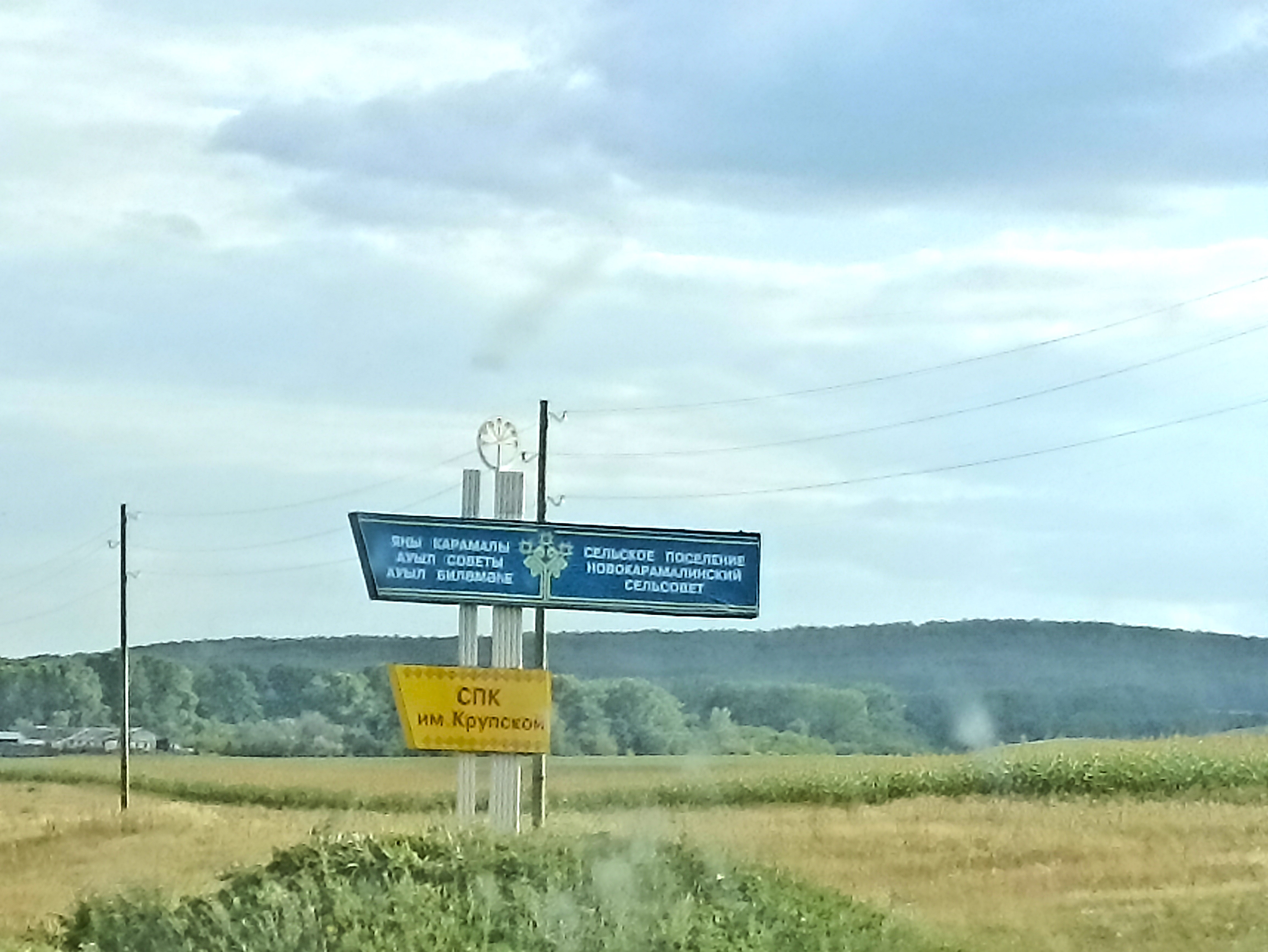
Стела Новокарамалинского сельсовета (баш. Яңы Ҡарамалы ауыл советы)
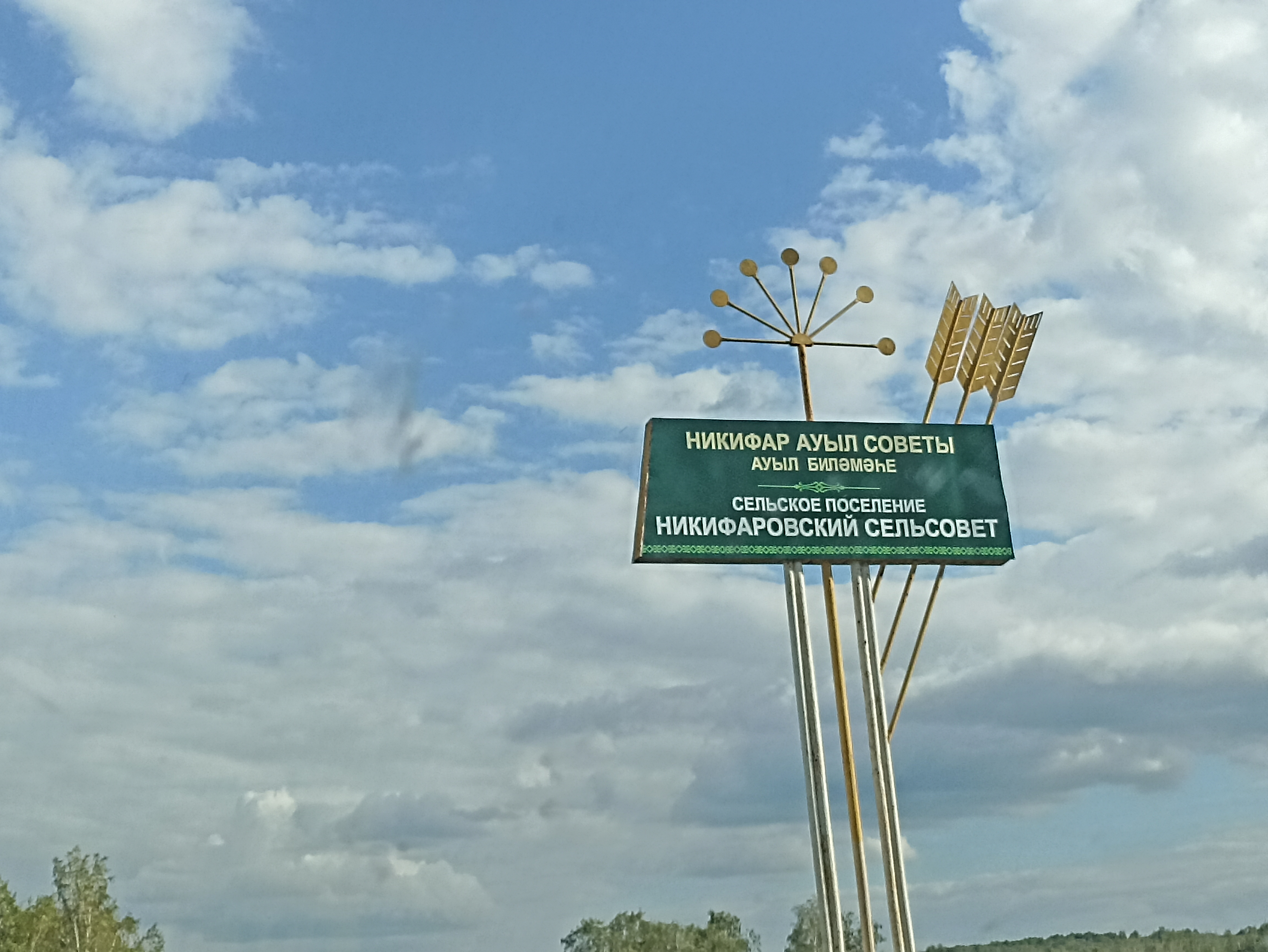
Стела Никифаровского сельсовета (баш. Никифар ауыл советы)

В XIX столетии в Российской империи была введена выборная должность ауылнай, старшина аула, упразднённая в первые годы советской власти. В аулах после советизации организовались, по образцу сельсоветов, аулсоветы.
У хакасов аал — это основной вид поселений до коллективизации, обычно состоящий из родственников различных степеней. В начале XX века насчитывалось около 520 аалов. Размер аала составлял обычно 10 — 15 хозяйств (иногда до 40). Скотоводческий характер хозяйства требовал больших степных просторов. Поэтому плотность населения была значительно меньше, чем в русских волостях. В настоящее время в Хакасии аалами именуются сельские населённые пункты с преимущественно хакасским населением.
В современном Кыргызстане айыл — основной тип сельского населённого пункта. При этом в нормативных документах киргизских органов статистики на русском языке тип сельских населённых пунктов указывается как «айыл (село)».

## В современной России
По ОКАТО аулами числятся сельские населённые пункты с адыгским (черкесским), абазинским, карачаевским и ногайским населением в Адыгее, Краснодарском крае и Карачаево-Черкесии, в Ставропольском крае с ногайским и туркменским; в Новосибирской, Омской областях и Алтайском крае с казахским населением.

## На территории Казахстана в XIX веке
В составе Российской империи территория Казахстана делилась на области, округа (уезды) и на родовые волости. Волости делились на административные области, состоящие из хозяйственных аулов.